# Mia moglie ci prova
Mia moglie ci prova (Critic's Choice) è un film commedia del 1963, diretto da Don Weis, con protagonisti Bob Hope e Lucille Ball.

## Trama
Dopo aver divorziato dalla prima moglie, l'attrice Ivy London, il critico teatrale Parker Ballantine si è risposato con Angela Orr, portando a vivere con sé anche suo figlio John, avuto dal primo matrimonio.
Parker è molto più contento quando può stroncare gli spettacoli di Broadway, piuttosto che scriverne recensioni positive. Ed infatti non ha remore a bocciare lo spettacolo interpretato dalla sua ex moglie Ivy London.
Angela passa il tempo cercandosi degli hobby, dalla pittura alla tessitura di tappeti, che però abbandona dopo poco tempo. Decide così di mettersi a scrivere una commedia teatrale intitolata Sisters Three, che racconta le vicende della sua famiglia.
Angela porta a termine l'opera e vorrebbe farla rappresentare in palcoscenico, contro il parere del marito, che ne ha letto il copione giudicandolo di pessima qualità. L'attraente Dion Kapakos invece ci crede e si offre come regista dello spettacolo.
Durante le prove tra Angela e Dion si instaura una certa relazione, che rende geloso Parker. Inoltre Angela non vuole che il marito faccia la recensione del suo spettacolo, per timore di una stroncatura. Parker, innervosito, si ubriaca.
La prima dello spettacolo si tiene a Boston, e Parker nonostante sia ubriaco decide di andarci. Scriverà la solita recensione negativa, rischiando di perdere la moglie, ma alla fine, considerando l'amore che il marito ha nei suoi confronti, Angela deciderà di restare.